# Jungfer Gyula
Jungfer Gyula (Pest, 1841. január 9. – Budapest, 1908. november 21.) műlakatos, díszműkovács, vasárugyáros.

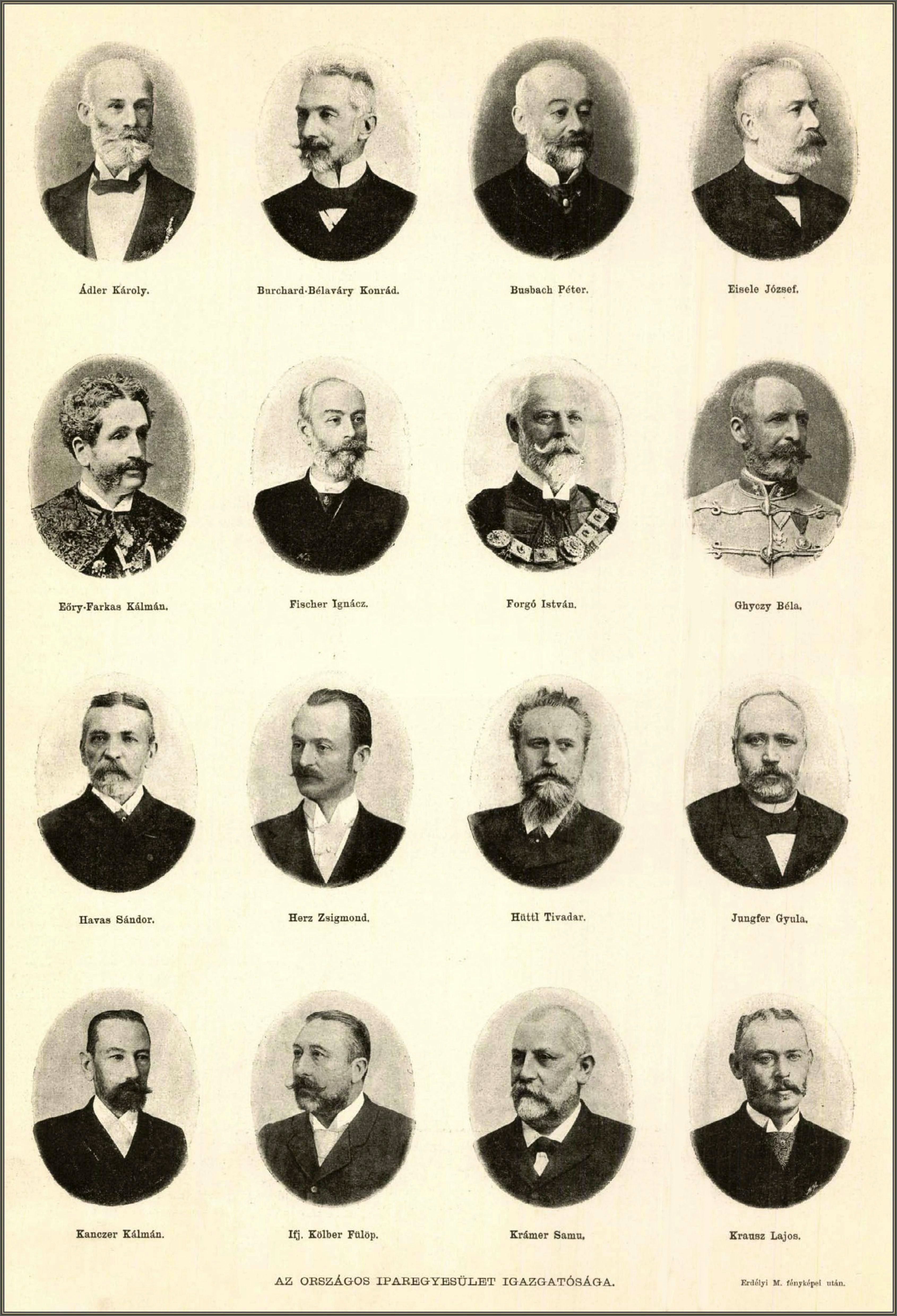
Arcképe az Országos Iparegyesület igazgatósági tagjai között 1893-ban..

## Élete és munkássága
Felmenői is – német származású – vasművesek voltak. A pesti lakatoscéh 1786-ban vette fel tagjai sorába nagyapját, Jungfrau (Jungfer) Andrást.
Jungfer Gyula 1866-ban, 25 éves korában kapta meg az iparjogot. 1872-től működött lakatosműhelye, egy segéddel, a Józsefvárosban. 1877-ben már 150 munkást foglalkoztatott és Budapest egyik legjelentősebb műlakatos üzemévé vált.  Tanítványai között volt Tiringer Ferenc későbbi aranykoszorús kecskeméti műlakatos is.
Tevékenységének fő profilja az építészeti vasmunkák (korlátok, kandeláberek és sok más) voltak. Szerte a kor nagy budapesti építkezésein, a királyi palotában, az Országházban, az Operaházban, a Gresham-palotában csakúgy, mint az egyszerűbb magánházakon megtalálhatók üzemének termékei.
Az 1885-ös Országos Kiállításon saját pavilonjával nagy sikert aratott. Ezen szerepelt először a Fessler Leó mintája nyomán rézből domborított, „középkori műkovácsot” ábrázoló szobor, ami a cég emblémájává vált. Ötlete valószínűleg 1882-ből származott, amikor a hazalátogató Munkácsy Mihály tiszteletére jelmezbált rendeztek, és itt Jungfer Gyula hasonló öltözetben jelent meg, amit fotó is megörökített. Jungfer üzeme ugyanis a művészi vasmunkák mellett más fémekkel is foglalkozott, a lipótvárosi Szent István-plébániatemplom bronz ajtóvereteit, a Steindl Imre tervezte réz örökmécsest, vagy az Országház alumíniumbronz kandelábereit is ők készítették. Az 1873-as gazdasági válság után lakossági igények kielégítésére egyszerűbb, olcsóbb termékeket is gyártott.
Nagy hatást gyakorolt a szakma magyarországi fejlődésére. Üzemében fiatal szakemberek generációi tanultak. Évtizedekig ő volt a lakatos ipartestület elnöke. Nevéhez fűződik a kerámia és a kovácsoltvas együttes alkalmazása lámpákon, asztalkákon. Ő teremtette meg a növényvilág motívumait felhasználó naturalista kovácsoltvas stílusát.  Támogatta a Vas- és Fémipari Mintalapok sorozatának megjelenését.

## Elismerései
Számos hazai és külföldi kiállításon nyert díjat. 1900-ban Ferenc József is felkereste műhelyét, hogy megtekintse a párizsi világkiállításra készült monumentális vaskaput. Az 1900. évi párizsi világkiállításon Grand Prix-t nyert.
Sok száz munkája van az Iparművészeti Múzeumban.

## Képgaléria

Jungfer Gyula művei és emléke
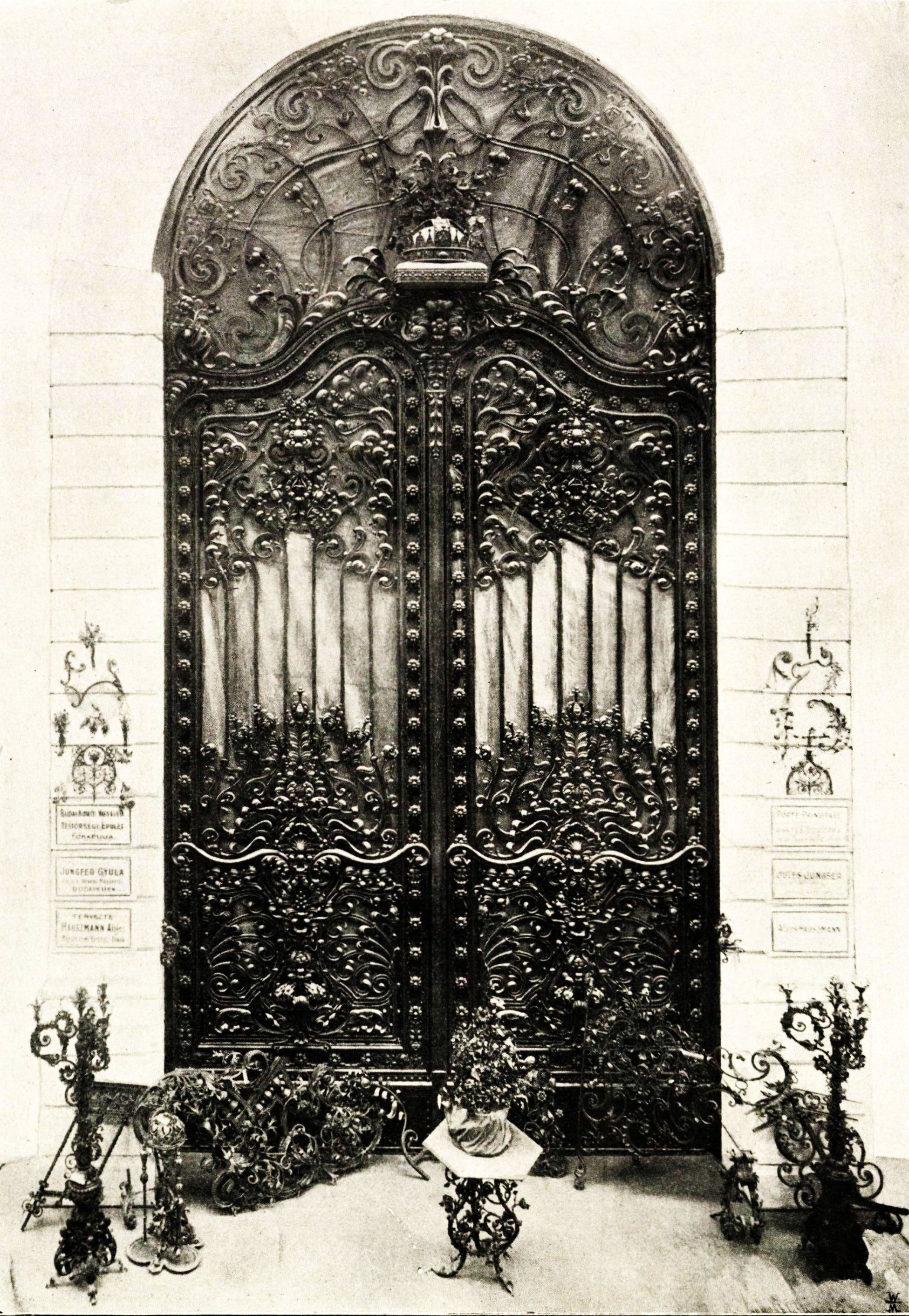
A párizsi 1900. évi kiállításon bemutatott kapu (Budai Vár, megsemmisült).
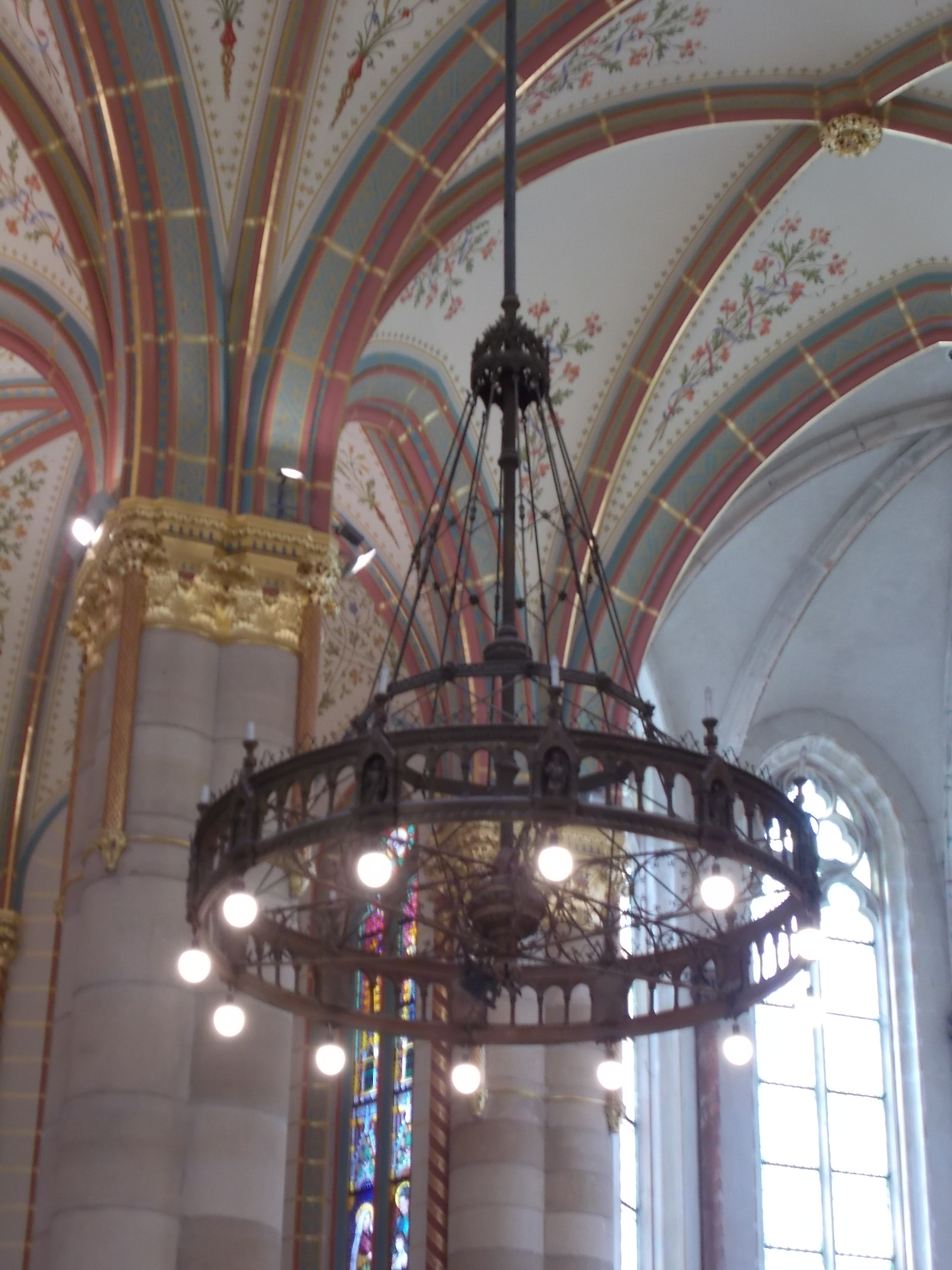
Árpád-házi Szent Erzsébet róm. kat. plébániatemplom, aluminiumbronzból készített koronacsillár.
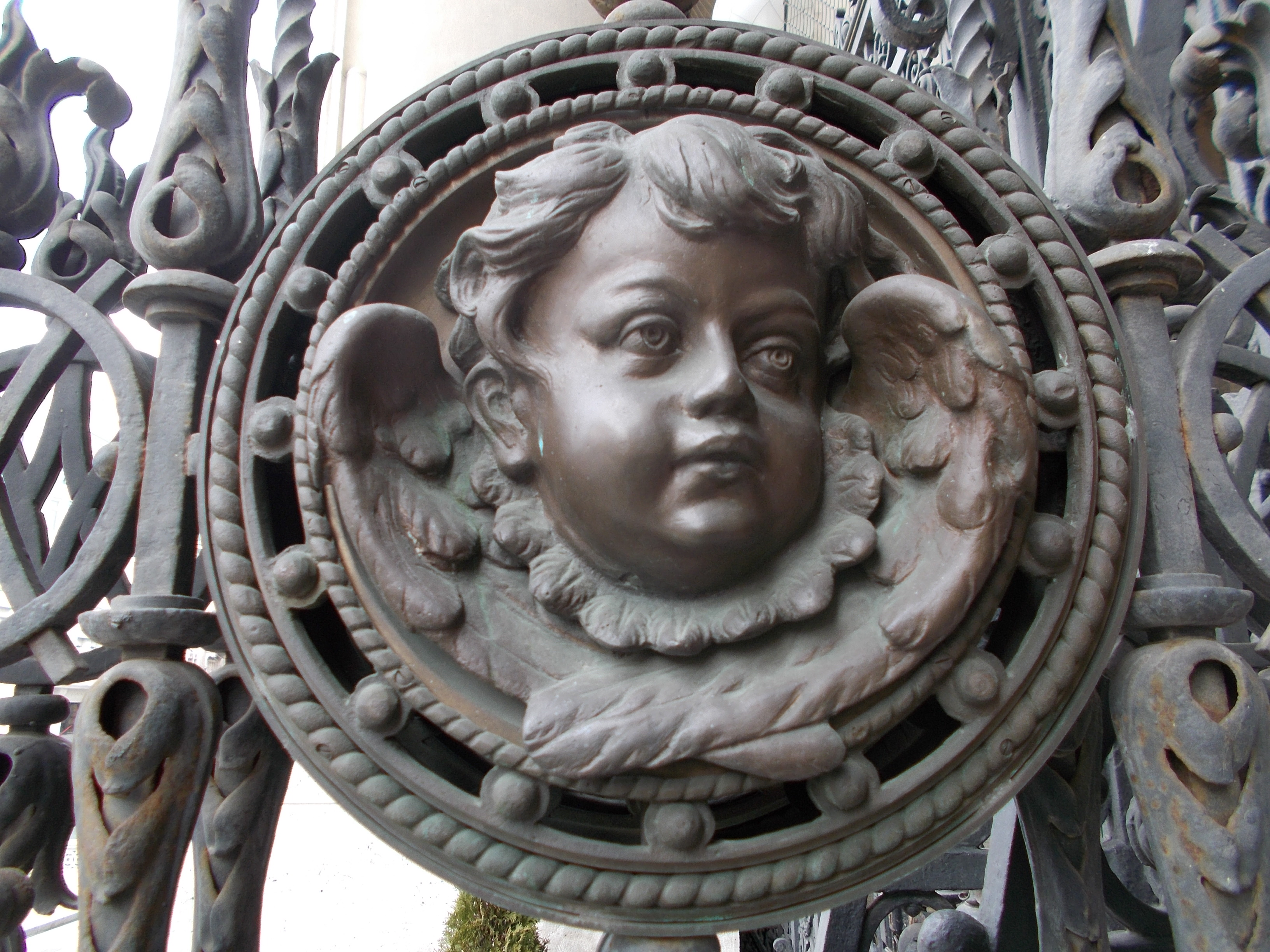
A Szent István-bazilika főbejáratának díszkerítése (Jungfer Gyula, 1905).
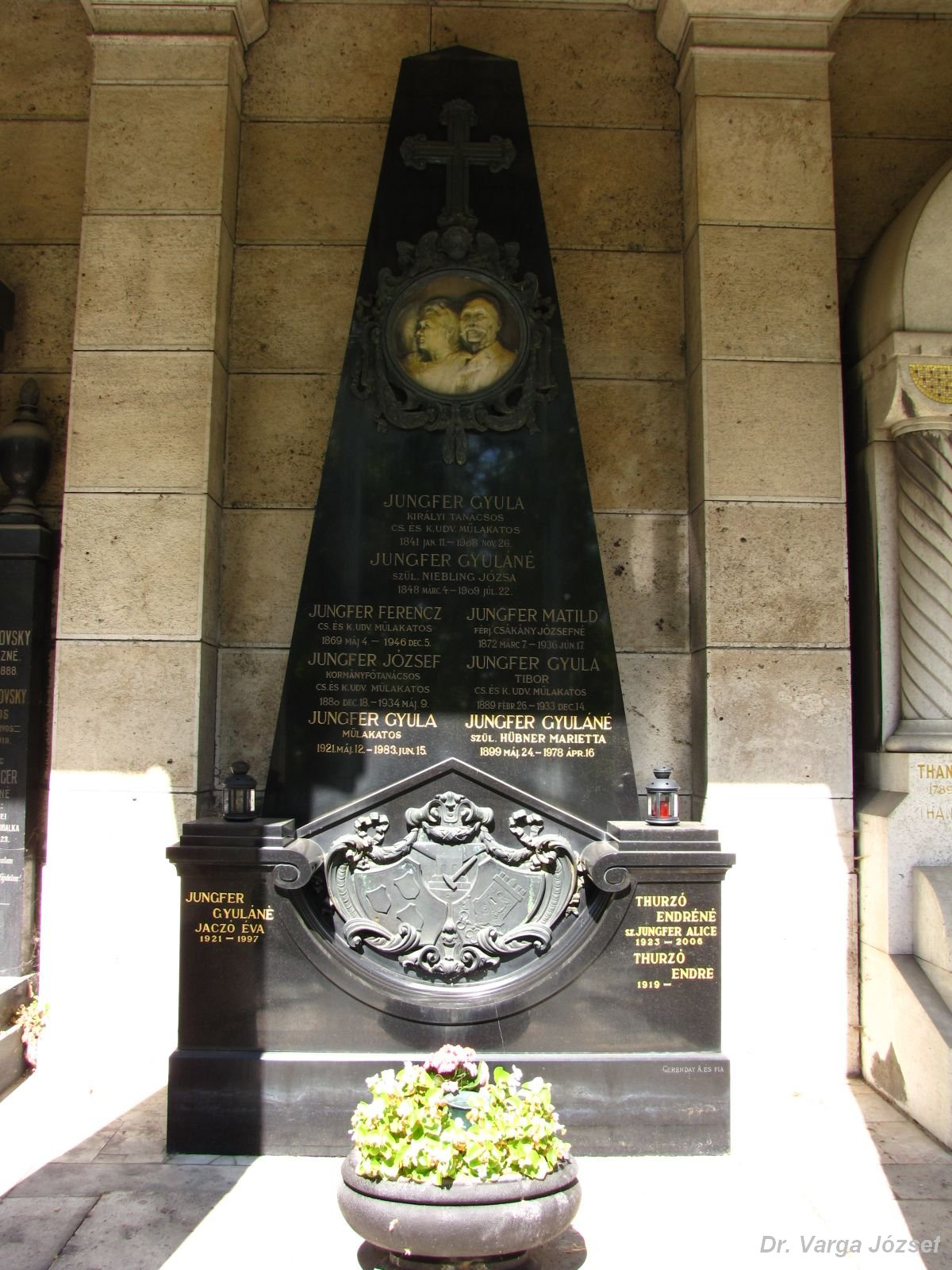
A család sírja a Fiumei úti sírkertben. Kivitelezők: Gerenday-cég, Jungfer cég
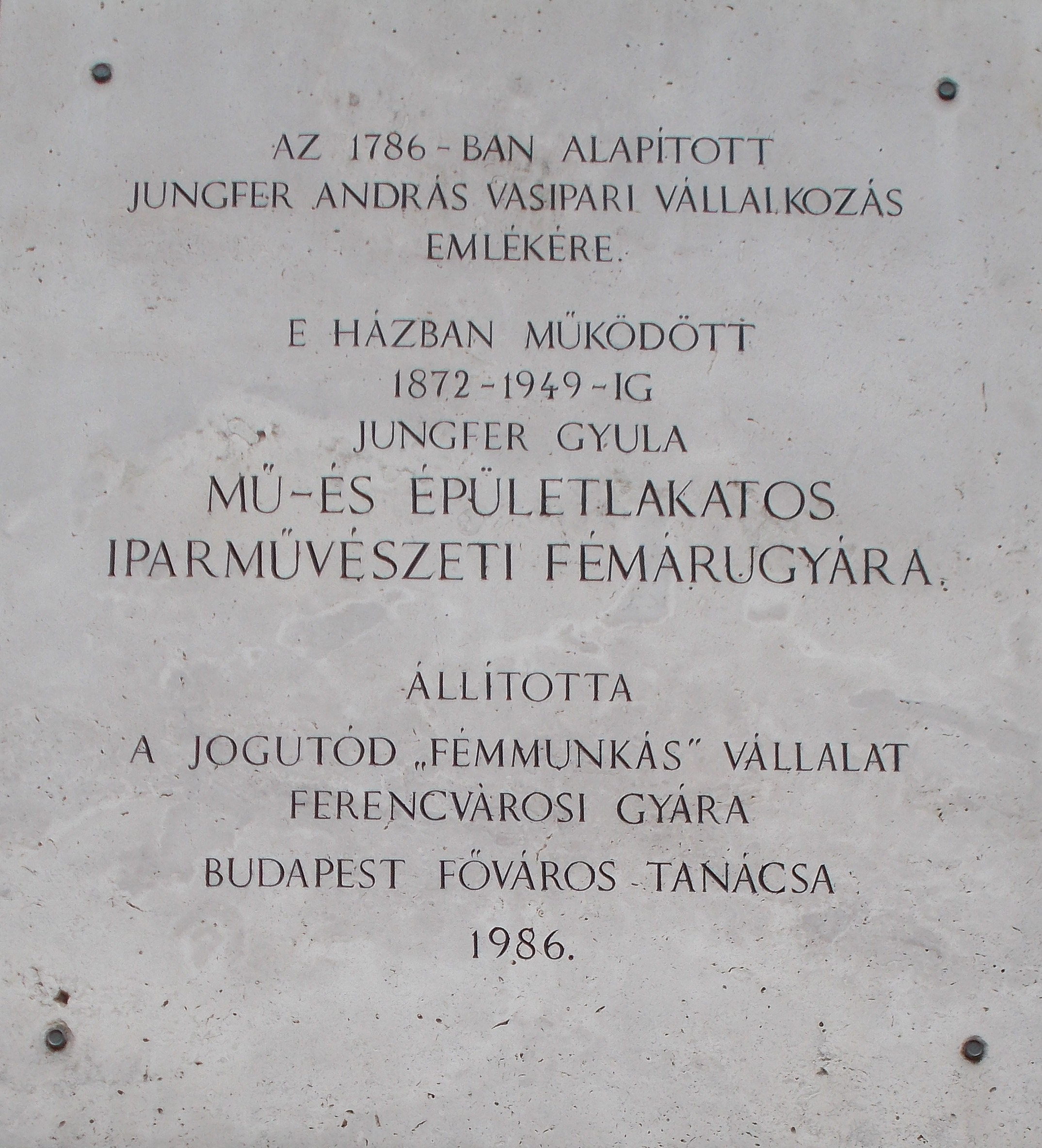
Jungfer Gyula iparművészeti fémárugyára emléktáblája
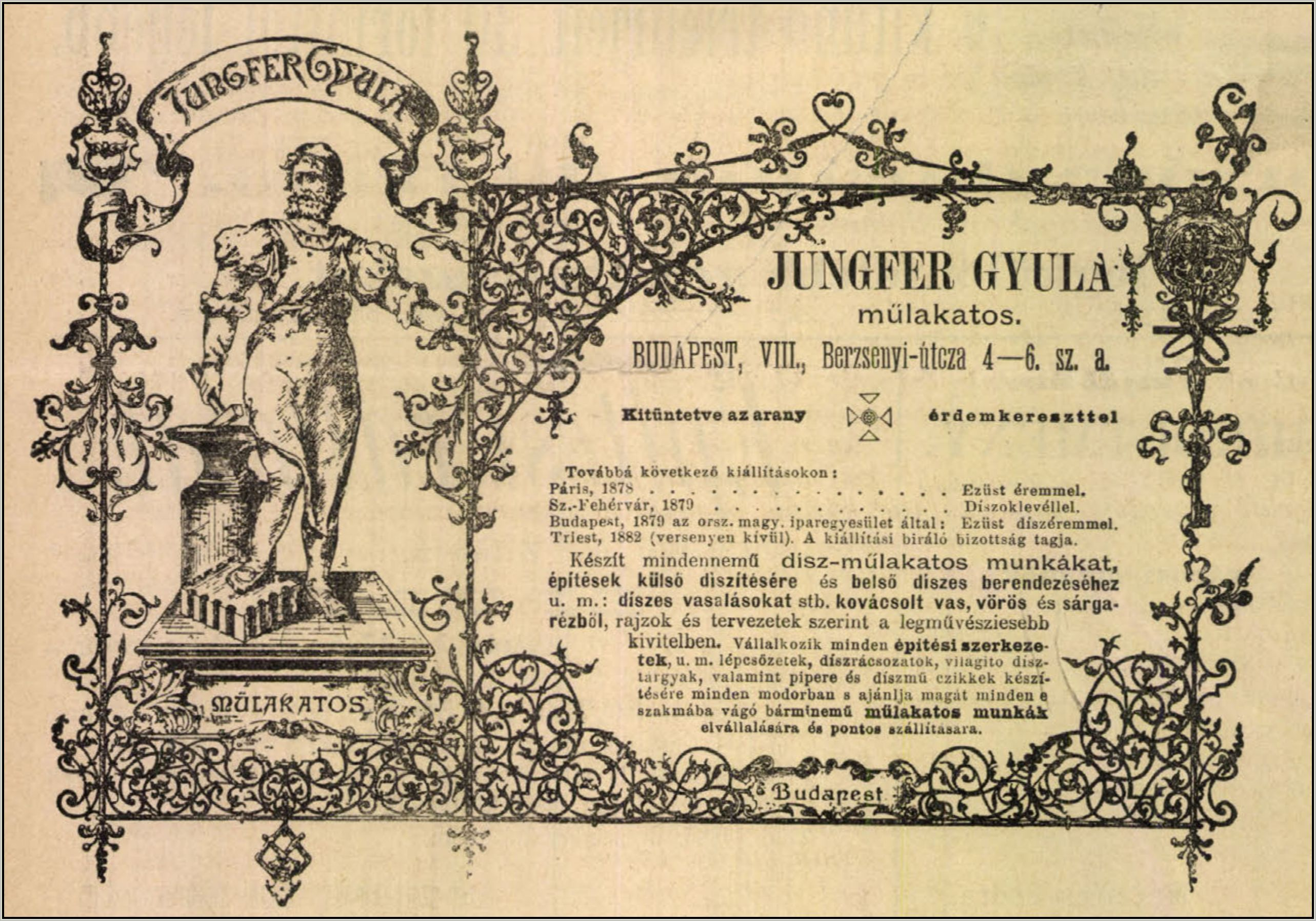
Jungfer Gyula cégreklámja a Gazdasági Mérnök című lapban, 1886-ban